# Desis
Desis (лат.) — род пауков из семейства Desidae. Встречаются в Австралазии, Тихоокеанском регионе, Японии, в восточной и южной Африке и Индии.

## Описание
Населяют приливно-отливную зону моря, встречаются на рифах, в морском мусоре и под камнями, выходят на поверхность только ночью во время прилива, чтобы поохотиться на мелких членистоногих. Днём и во время приливов они прячутся в воздушной камере (между камнями или ракушками), закрытой паутинным шёлком; это позволяет им удерживать воздушный пузырь во время прилива.

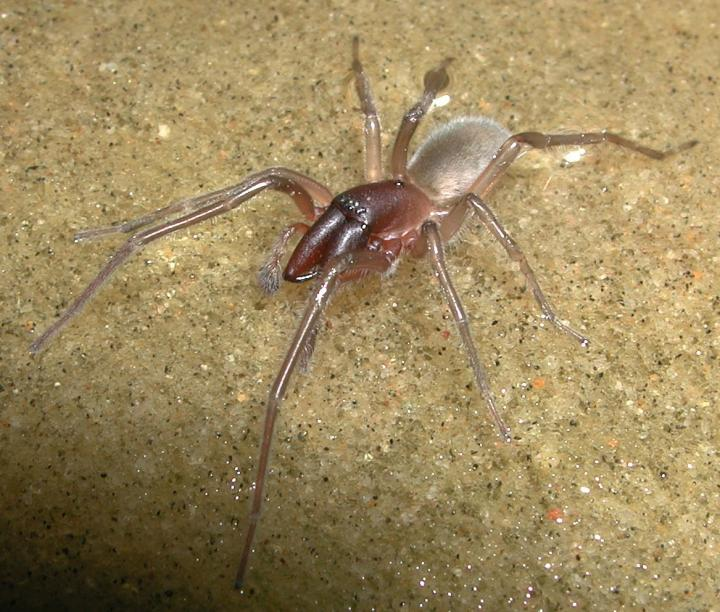
Desis bobmarleyi
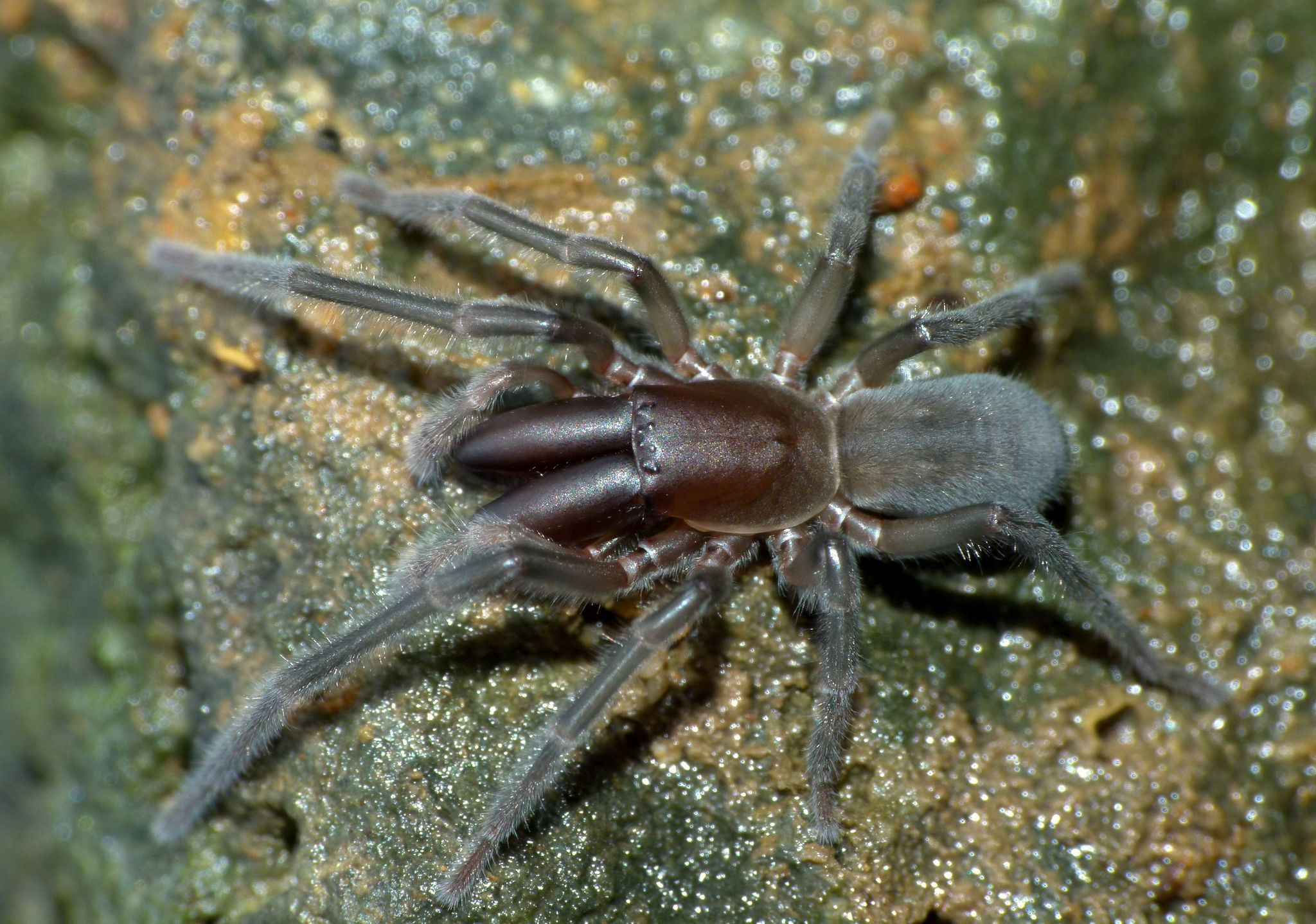
Desis marina
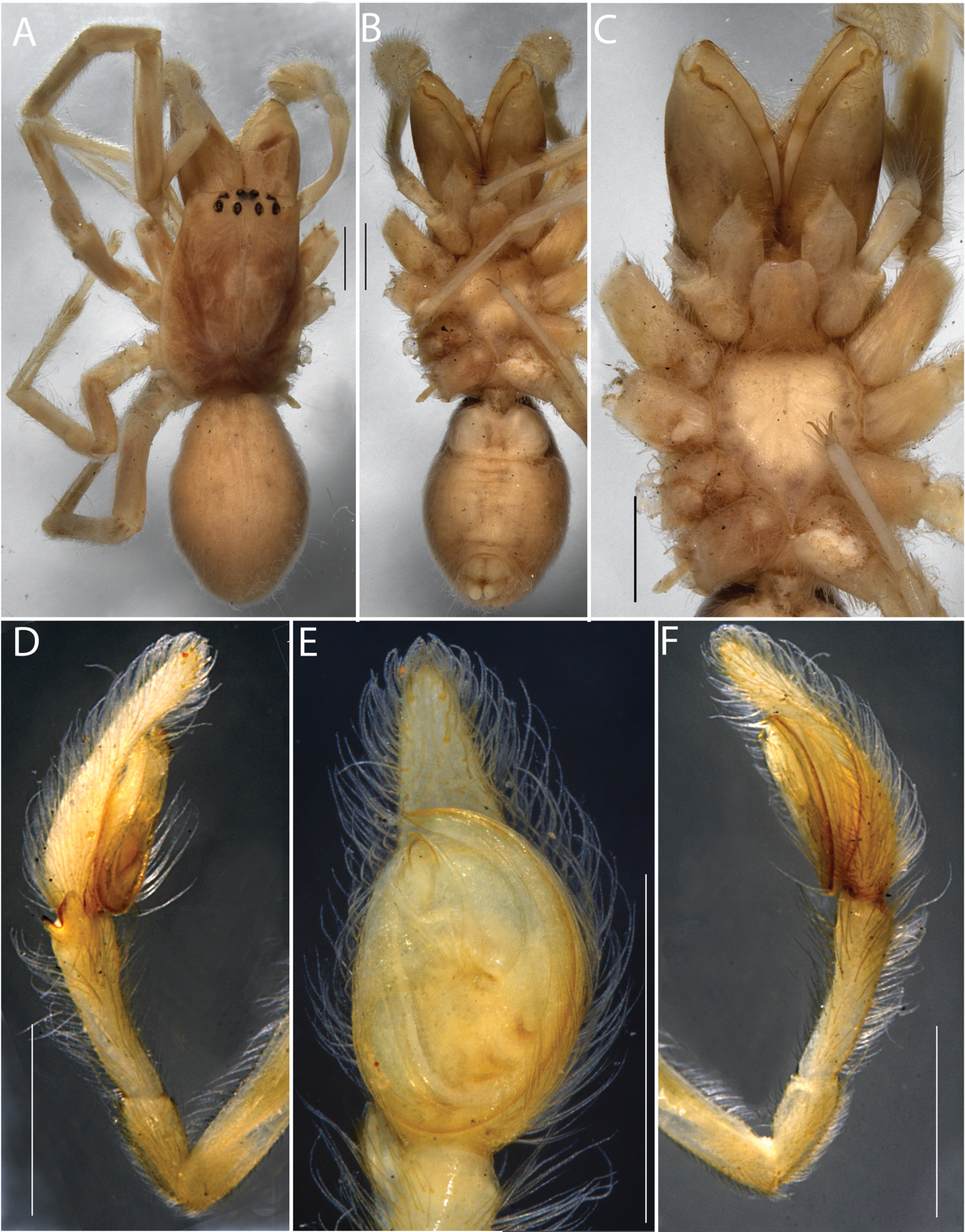
Desis vorax

## Классификация
Род был впервые выделен в 1837 году французским арахнологом Шарлем Валькенером (1771—1852). Ранее род включался в состав семейств Cybaeidae или Argyronetidae, в 1967 году перенесён в Desidae. По данным сайта World Spider Catalog на январь 2023 года род включает 15 видов.
- Desis bobmarleyi Baehr, Raven & Harms, 2017 — Квинсленд (Австралия)[3]
- Desis crosslandi Pocock, 1903 — Занзибар (Танзания), Мадагаскар
- Desis formidabilis (O. P.-Cambridge, 1890) — Намибия, Южная Африка
- Desis galapagoensis Hirst, 1925 — Галапагос (Эквадор)
- Desis gardineri Pocock, 1904 — Лаккадивские острова (Индия)
- Desis inermis Gravely, 1927 — Индия
- Desis japonica Yaginuma, 1956 — Япония
- Desis jiaxiangi Lin, Li & Chen, 2020 — Китай[7]
- Desis kenyonae Pocock, 1902 — Виктория, Тасмания (Австралия)
- Desis marina (Hector, 1877) — Новая Каледония, Новая Зеландия, Чатем
- Desis martensi L. Koch, 1872 — Малайзия
- Desis maxillosa (Fabricius, 1793) — Новая Гвинея, Новая Каледония
- Desis risbeci Berland, 1931 — Новая Каледония
- Desis tangana Roewer, 1955 — Восточная Африка
- Desis vorax L. Koch, 1872 — Самоа

- Nomen dubium
  - Desis hartmeyeri Simon, 1909 — Западная Австралия